# Iwan Dytschko
Iwan Fjodorowitsch Dytschko (kasachisch Иван Фёдорұлы Дычко; englische Transkription: Ivan Fyodorovich Dychko; * 11. August 1990 in Rudny, Qostanai) ist ein kasachischer Profiboxer im Schwergewicht.

## Amateurkarriere
Iwan Dytschko gewann als Amateur 181 von 199 Kämpfen. Sein größter Erfolg im Nachwuchsbereich war der Gewinn der Silbermedaille im Schwergewicht bei den Jugend-Weltmeisterschaften 2008 in Guadalajara.
Bei den Weltmeisterschaften 2009 in Mailand schied er im zweiten Kampf gegen Denis Sergejew aus, gewann jedoch 2010 Silber bei den Asienspielen in Guangzhou.
2011 nahm er an den Weltmeisterschaften in Baku teil, besiegte Milutin Stanković, Zhang Zhilei und Filip Hrgović, ehe er im Halbfinale gegen Məhəmmədrəsul Məcidov unterlag und Bronze gewann. Er war damit für die Olympischen Spiele 2012 in London qualifiziert und schlug dort Erik Pfeifer und Simon Kean, ehe er im Halbfinale mit 11:13 gegen Anthony Joshua ausschied und erneut eine Bronzemedaille gewann.
2013 gewann er Gold bei den Asienmeisterschaften in Amann und Silber bei den Weltmeisterschaften in Almaty; nach Siegen gegen István Bernáth, Satish Kumar und Erik Pfeifer, war er im Finale erneut gegen Məhəmmədrəsul Məcidov unterlegen.
Nach dem Gewinn der Asienspiele 2014 in Incheon, gewann er im Juni 2015 mit dem kasachischen Team Astana Arlans die Mannschaftsweltmeisterschaft der World Series of Boxing und siegte auch bei den Asienmeisterschaften 2015 in Bangkok, wobei er Bahodir Jalolov, Hussein Iashaish und Wang Zhibao bezwang.
Bei den Weltmeisterschaften 2015 in Doha konnte er sich gegen Rafael Lima, Florian Schulz und Bahodir Jalolov durchsetzen, ehe er im Finale gegen Tony Yoka verlor und damit zum bereits zweiten Mal Vize-Weltmeister wurde.
Im April 2016 gewann er mit Siegen gegen Patrick Mailata, Hussein Iashaish und Bahodir Jalolov das asiatisch-ozeanische Olympia-Qualifikationsturnier in Qian’an und startete bei den Olympischen Spielen 2016 in Rio de Janeiro, wo er erneut eine Bronzemedaille gewinnen konnte. Nach Siegen gegen Məhəmmədrəsul Məcidov und Efe Ajagba, schied er diesmal im Halbfinale gegen Joseph Joyce aus.

## Profikarriere
Im Februar 2017 unterzeichnete er einen Profivertrag beim australischen Promoter MJA Entertainment und gewann sein Debüt am 29. September 2017 in Dallas, USA. Bisher gewann er jeden seiner elf Kämpfe vorzeitig innerhalb von drei Runden, davon sieben in der ersten Runde, wobei er seine bedeutendsten Siege im Mai 2019 gegen Ray Austin und im Dezember 2021 gegen Alexander Ustinow erzielte.
Im Februar 2022 unterzeichnete er einen Co-Promotion-Deal bei Probellum und Bulldog Boxing Promotions.

## Sonstiges
Iwan Dytschko ist verheiratet und Vater einer Tochter.